# Zingiber montanum
Zingiber montanum är en enhjärtbladig växtart som först beskrevs av J.König, och fick sitt nu gällande namn av Heinrich Friedrich Link och Albert Gottfried Dietrich. Zingiber montanum ingår i släktet Zingiber och familjen Zingiberaceae. Inga underarter finns listade i Catalogue of Life.

## Bildgalleri

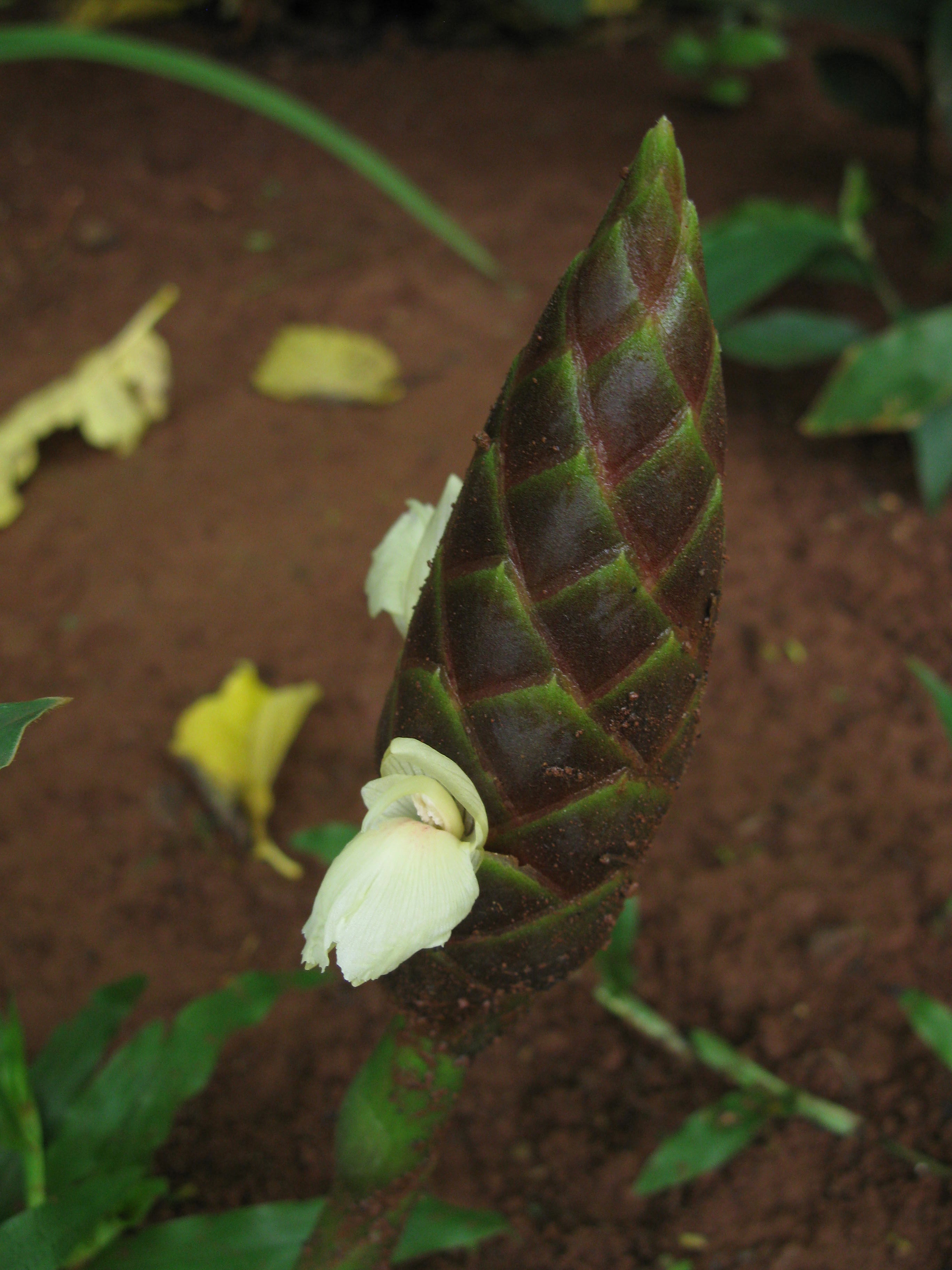
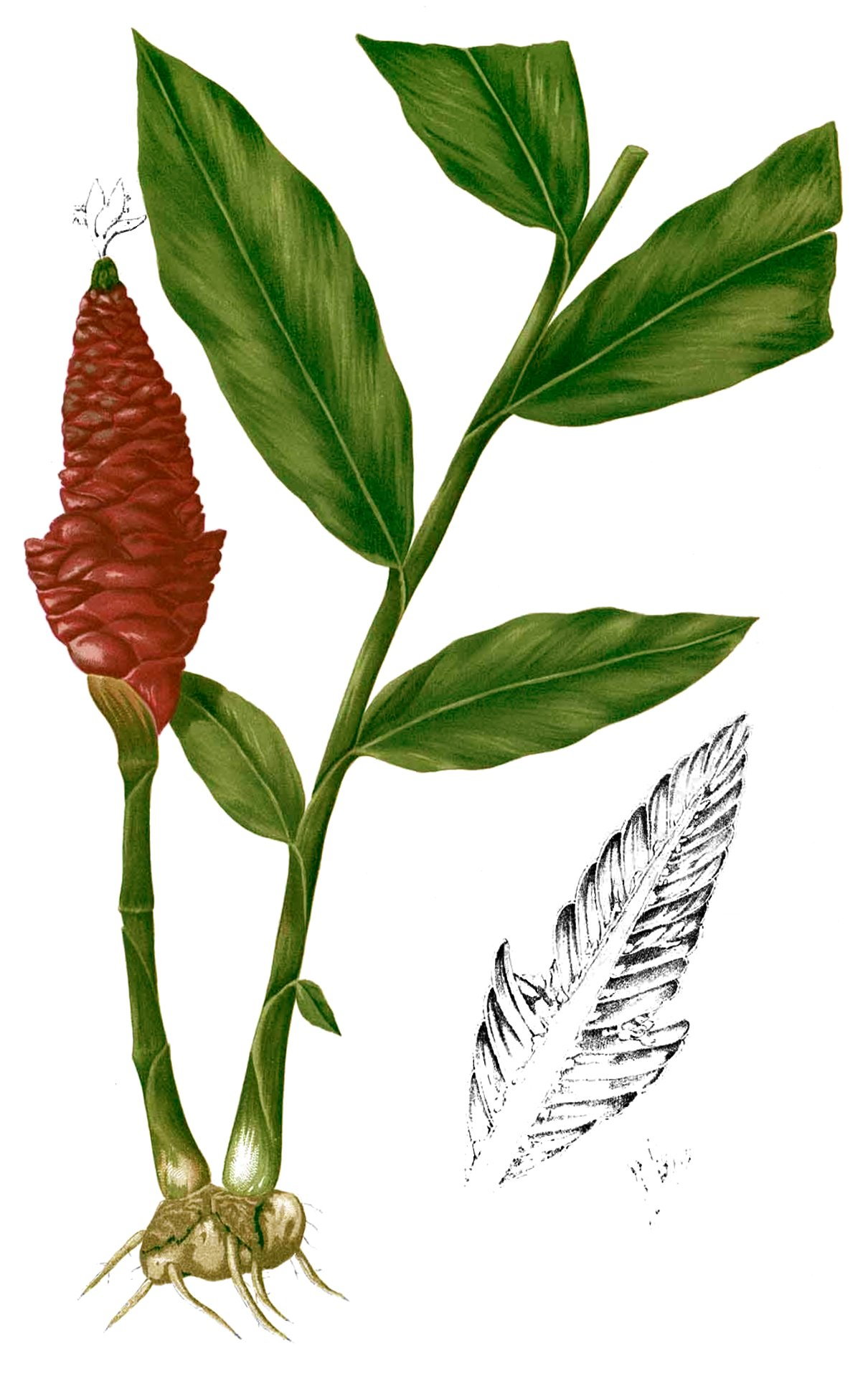
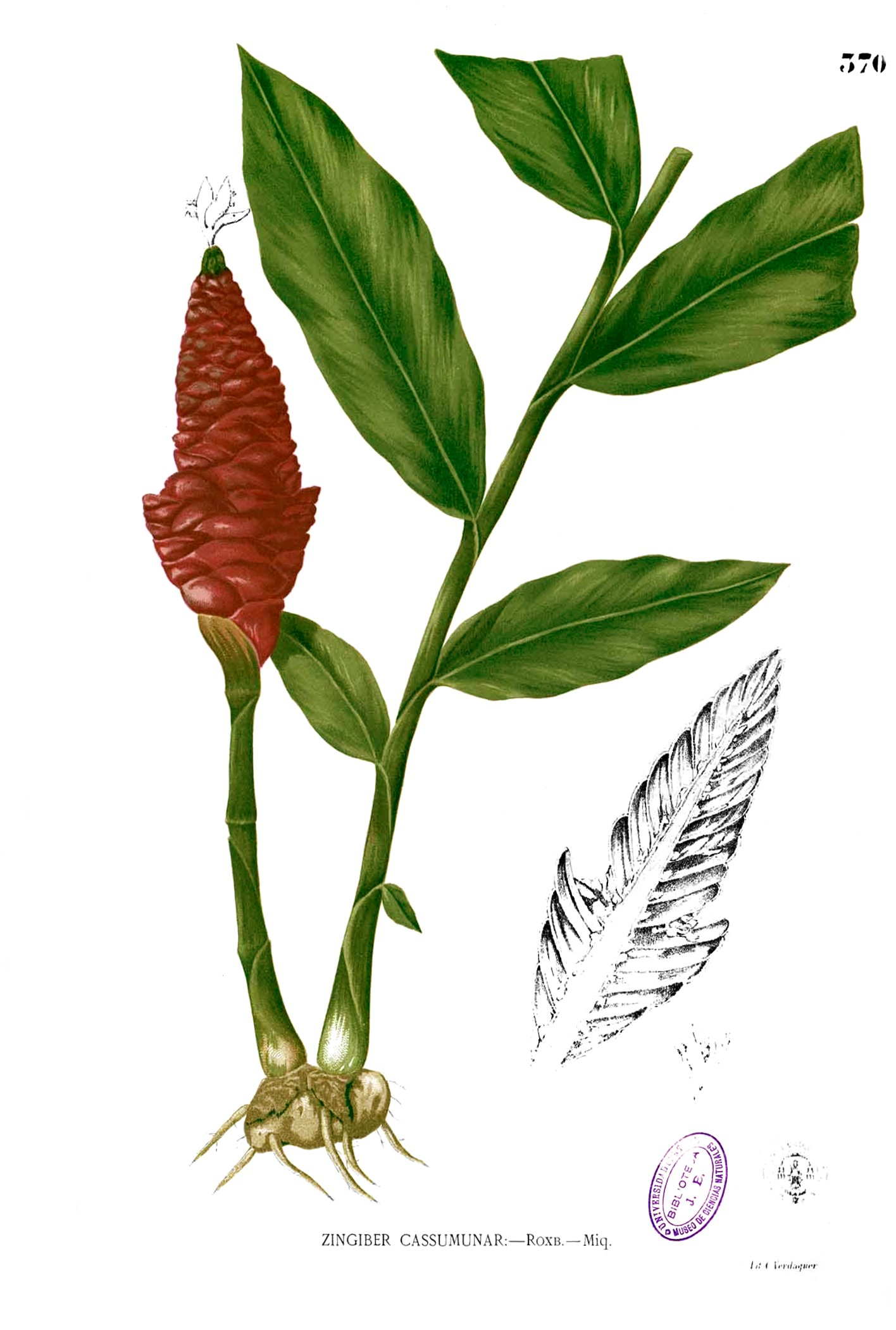